# Gustav Spangenberg
Pour les articles homonymes, voir Spangenberg (homonymie).
Gustav Adolph Spangenberg (né le 1er février 1828 à Hambourg, mort le 19 novembre 1891 à Berlin) est un peintre allemand.

## Biographie
Gustav Spangenberg est un fils du médecin du Georg August Spangenberg (de) et le jeune frère du peintre Louis Spangenberg. Il prend ses premiers cours de dessin avec Hermann Kauffmann à Hambourg en 1844, fréquente l'école de dessin et de commerce de Hanau dirigée par Theodor Pélissier entre 1845 et 1848 et vit à Anvers de 1849 à 1851, où il ne se rendit que brièvement à l'académie.
En 1851, il se rend à Paris, où il travaille auprès de Thomas Couture et du sculpteur Henry de Triqueti, mais se forme principalement par l'étude des maîtres allemands de la Renaissance (Albrecht Dürer et Hans Holbein le Jeune).
Après avoir passé une année en Italie (1857-1858), il s'installe à Berlin, où il enseigne à partir de 1869 en tant que professeur à l'Académie des arts.

## Œuvre

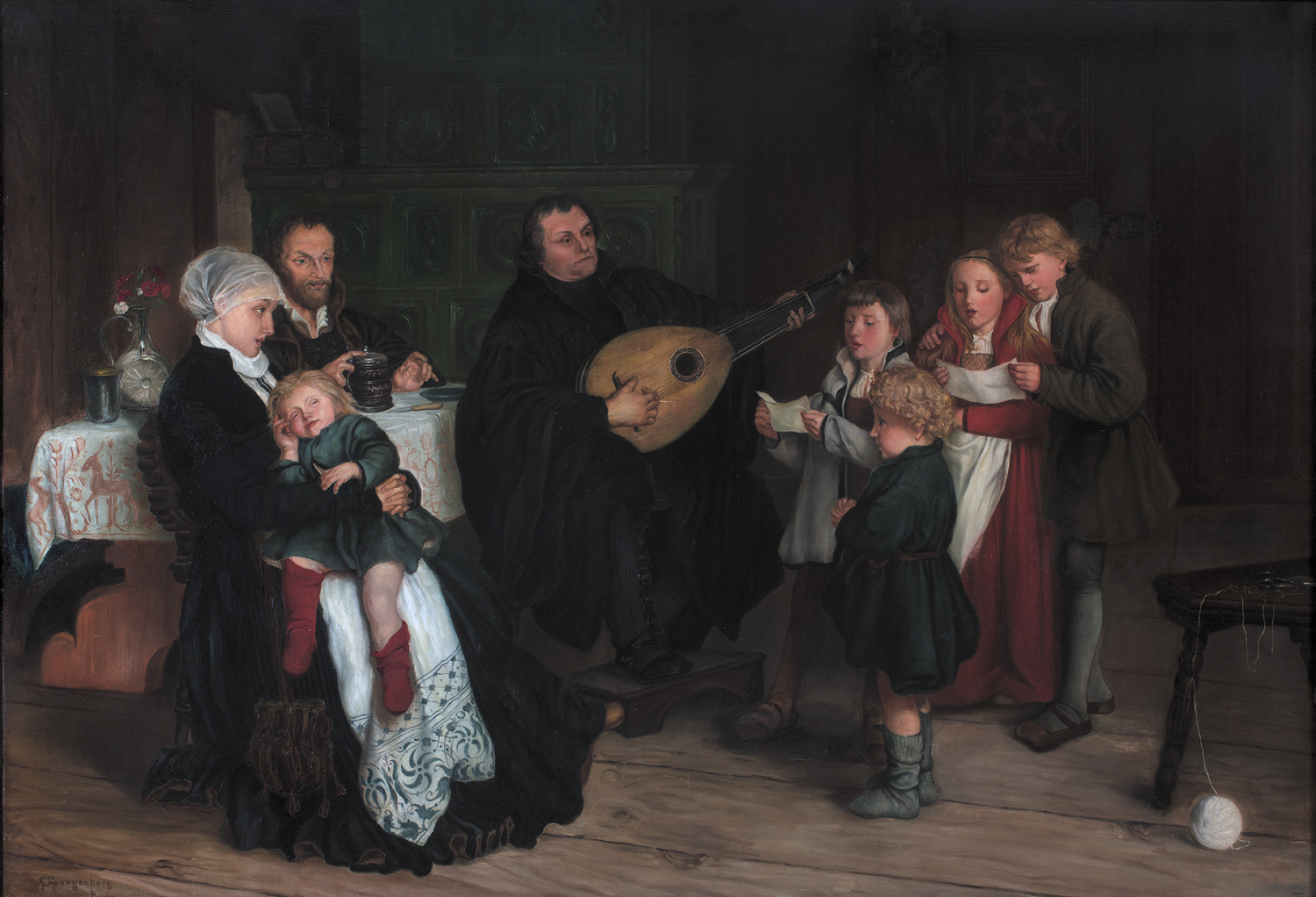
Luther jouant de la musique avec sa famille, 1875

Gustav Spangenberg ne fonde sa réputation que par ses peintures historiques, qui se caractérisent par une composition claire, une correction du dessin et une exécution diligente de l'individu à la suite des anciens maîtres allemands.